# Kim Il
Kim Il (n. 25 iulie 1971, RPDC) este un luptător ce a reprezentat Coreea de Nord, medaliat olimpic. A participat la 2 ediții ale Jocurilor Olimpice (1992, 1996) în care a câștigat două medalii de aur.